# Pilatus und andere - Ein Film für Karfreitag
Pour plus de détails, voir Fiche technique et Distribution.
Pilatus und andere - Ein Film für Karfreitag (Pilate et les autres) est un téléfilm allemand réalisé par Andrzej Wajda, sorti en 1972, d'après le roman Le Maître et Marguerite, de Mikhaïl Boulgakov. 

## Fiche technique
- Titre original : Pilatus und andere - Ein Film für Karfreitag
- Titre français : Pilate et les autres
- Réalisation : Andrzej Wajda
- Scénario : Andrzej Wajda
- Société de Production :
- Musique : Roman Palester
- Photographie : Igor Luther
- Montage : Joanna Rojewska
- Costumes :
- Pays d'origine : Allemagne
- Format :
- Genre : drame
- Durée : 94 minutes
- Date de sortie : 1972

## Distribution
- Jan Kreczmar : Ponce Pilate
- Wojciech Pszoniak : Yeshua Ha-Nozri
- Daniel Olbrychski : Matthieu (apôtre)
- Andrzej Łapicki : Aphranius
- Marek Perepeczko : centurion Marcus
- Władysław Sheybal : Caiaphas
- Jerzy Zelnik : Judas Iscariot

## Récompenses et distinctions
- Bambi en 1973.